# A32 (autoestrada)

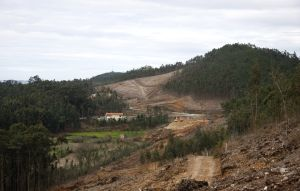
A32 em construção (Cesar - Oliveira de Azeméis).

A A32 ou Autoestrada do Douro Litoral  é uma autoestrada portuguesa que liga Oliveira de Azeméis a Vila Nova de Gaia, passando pelas cidades de São João da Madeira e Santa Maria da Feira, ligando duas autoestradas circulares da Área Metropolitana do Porto (a A20 e a A41) e estruturando, com a EN 326 (variante), a porta de acesso ao município de Arouca.
A autoestrada encontra-se no sudeste da Área Metropolitana do Porto, pertencendo à Região Norte, tendo a abertura de tráfego no dia 10 de Outubro de 2011 e como principal objetivo ligando a cidade de Vila Nova de Gaia e a cidade do Porto, através de ligações com as autoestradas circulares, com as cidades e municípios do interior dentro da área metropolitana, como por exemplo Oliveira de Azeméis, São João da Madeira e Vale de Cambra, tendo um perfil de 3x3 vias de Vila Nova de Gaia até Santa Maria da Feira, e desde daí até Oliveira de Azeméis um perfil de 2x2 vias.
A A32 foi originalmente pensada como via-rápida, alternativa à EN 1 no trajeto entre os Carvalhos e São João da Madeira, uma simples continuação para norte da variante (IC2) entre Oliveira de Azeméis e São João da Madeira. Posteriormente, foi decidido conferir a esta via o formato de autoestrada e procederam-se a algumas alterações. Para que a via pudesse também servir os concelhos mais a interior, nomeadamente Vale de Cambra e Arouca (ligação à EN326 (variante) de Arouca, na localidade de Pigeiros, Santa Maria da Feira), o percurso foi desviado ligeiramente para o interior, e estendido o seu percurso até à EN327. Após esta modificação, foi dado aval à última alteração no projeto, um pequeno prolongamento do trajeto de Oliveira de Azeméis até Vale de Cambra.
A A32, com a EN326 (variante), estrutura a porta de acesso, ao concelho de Arouca e à Vila de Arouca, a partir dos municípios mais a litoral da Área Metropolitana do Porto. Em sentido contrário, estrutura o acesso do concelho de Arouca aos municípios mais a litoral, a partir da parte sudeste da Área Metropolitana do Porto. É, portanto, a estrada estrutural e direta, com a EN326 (variante), de acesso ao concelho de Arouca, no contexto da Área Metropolitana do Porto.
O desenho atual A32 tem oito nós com portagens e atravessa 12 freguesias:Oliveira de Azeméis, Santiago de Riba-Ul, Ul, Macinhata da Seixa e Madail, Nogueira do Cravo e Pindelo, Macieira de Sarnes, Cesar, Milheirós de Poiares, Caldas de São Jorge e Pigeiros, Romariz, Lobão, Gião, Louredo e Guisande, Canedo, Vale e Vila Maior, Sandim, Olival, Lever e Crestuma, Pedroso e Seixezelo e Vilar de Andorinho.
Os oito nós da A32 são os seguintes, de sul para norte: nó com EN224 (Oliveira de Azeméis), nó com ER327 (Vale de Cambra/Carregosa), nó com IC2 (S. João da Madeira/Feira), nó de Gião/Louredo, nó de Canedo, nó com A41 (Sandim), nó de Arnelas, e nó com a A1 (ligeiramente a sul do nó A1/A29).
A A32 seria uma via com especial importância para a zona sul e mais interior da Área Metropolitana do Porto. Porém, o valor cobrado nas portagens, mais elevado que as alternativas existentes, têm levado muitos potenciais utilizadores a preterirem-na em detrimento dos percursos pela EN1 (com muito trânsito, mas não oneroso) ou pelas autoestradas A1 e A29 (embora obriguem a deslocações ligeiramente maiores e tempos de percurso substancialmente mais elevados).
A autoestrada que custou 11 milhões por quilómetro (386 milhões, no total) teve no início um tráfego muito abaixo do esperado, porém o tráfego tem vindo a aumentar com uma média ponderada de 12468 veículos em dezembro de 2024 segundo o relatório de tráfego do Instituto da Mobilidade e dos Transportes. 
Ver o traço da A32 e os seus acessos no Google Maps

## Estado dos troços
| Troço                                                            | Situação                                                                      | km    |
| ---------------------------------------------------------------- | ----------------------------------------------------------------------------- | ----- |
| A 20 Pedroso (Vila Nova de Gaia) - Pindelo (Oliveira de Azeméis) | Em serviço (Concessão: Douro Litoral) Abertura ao tráfego: 2011               | 32,8  |
| Pindelo - Oliveira de Azeméis (norte)                            | Construção do troço concluída em 2011 Sem acesso ao tráfego por não ter saída | 1,9   |
| Oliveira de Azeméis - Águeda                                     | Projeto cancelado                                                             | ~22,4 |
| Águeda - Mealhada                                                | Projeto cancelado                                                             | ~20,6 |
| Mealhada - Coimbra (Trouxemil)                                   | Projeto cancelado                                                             | ~14   |

## Perfil
| Troço                                           | Perfil | Extensão |
| ----------------------------------------------- | ------ | -------- |
| A 20 - Olival                                   |        | 6 km     |
| Olival - A 41                                   |        | 4 km     |
| A 32 - São João da Madeira/Vale de Cambra       |        | 12 km    |
| São João da Madeira/Feira - Oliveira de Azeméis |        | 12 km    |

### Valor das portagens a pagar
| Origem/Destino                      | N 224 Oliveira de Azeméis (centro) | R 327 Oliveira de Azeméis (nordeste) | São João da Madeira/Feira | Gião Louredo | Canedo | Olival PV |
| ----------------------------------- | ---------------------------------- | ------------------------------------ | ------------------------- | ------------ | ------ | --------- |
| N 227 Vale de Cambra (centro)       | ----                               | € 0,20                               | € 0,95                    | € 1,45       | € 1,80 | € 2,85    |
| N224 Oliveira de Azeméis (nordeste) | € 0,20                             | ----                                 | € 0,75                    | € 1,25       | € 1,60 | € 2,75    |
| São João da Madeira/Feira           | € 0,95                             | € 0,75                               | ----                      | € 0,50       | € 0,85 | € 2,00    |
| Gião Louredo                        | € 4,45                             | € 3,25                               | € 2,50                    | ----         | € 1,35 | € 1,55    |
| Canedo                              | € 1,80                             | € 1,60                               | € 0,85                    | € 0,35       | ----   | € 1,15    |
| Olival PV                           | € 2,95                             | € 2,75                               | € 2,00                    | € 1,50       | € 1,15 | ----      |

Nesta barreira de portagem a taxa é fixada em função da classe dos veículos e da barreira de portagem, não tendo em conta o percurso efectuado. 
Neste caso, a cobrança é efectuada à entrada ou à saída, independentemente do percurso efectuado.
| Origem/Destino | Olival (nó) |
| -------------- | ----------- |
| Porto A 20     | € 0,50      |
| Olival PV      | € ----      |

## Saídas
| Número de saída                                             | Km   | Destinos                                                                       | Estrada que liga |
| ----------------------------------------------------------- | ---- | ------------------------------------------------------------------------------ | ---------------- |
| 8                                                           | 34,2 | Lisboa / Porto                                                                 | A 20             |
| 7                                                           | 28,7 | Olival Pedroso                                                                 | EN222            |
| Portagem de Gestosa (26,2 Km)                               |      |                                                                                |                  |
| 6                                                           | 25   | Espinho / A 4 Vila Real A 42 Felgueiras A 1 Lisboa A 29 Ovar A 43 Gondomar     | A 41             |
| 5                                                           | 21,7 | Castelo de Paiva Canedo Vila Maior                                             | EN222            |
| 4                                                           | 18   | Gião Louredo                                                                   | EN326            |
| 3                                                           | 12,4 | EN223 Santa Maria da Feira EN1 São João da Madeira EN327 Mansores EN326 Arouca | EN223            |
| 2                                                           | 3,7  | Vale de Cambra Nogueira do Cravo EN224 Arouca                                  | EN227            |
| 1                                                           | 1,9  | Oliveira de Azeméis IC 2 Mealhada Coimbra Lisboa                               | EN224            |
| Projeto troço Oliveira de Azeméis a Trouxemil foi cancelado |      |                                                                                |                  |